# Furtbek
El Furtbek és un afluent del Saselbek a Hamburg a Alemanya, que neix a la reserva natural de Hainesch-Iland i que desemboca al Saselbek al pantà del molí Alte Mühle a Bergstedt.
Tot i el Saselbek, geologicament, la vall del riu va crear-se per les glaceres, fa uns 15.000 anys a la darrera edat glacial. La forma arrodonida de la conca i la presència de molts blocs erràtics testimoniegen de l'origen glacial del riu. De la font fins a la seva embocadura al Saselbek hi ha un sender per passejants i ciclistes, de vegades difícil a trobar sota la verdura opulent i la fang del riu estanyat. Com ho diu l'Hamburger Abendblatt, «amb només de dos quilòmetres de llargura, el Furtbek és un dels rierols més típics de la ciutat hanseàtica. Com un automòbil esportiu, les seues prestacions es fan a una distància més curta.[…] El Furtbek fa un teatre natural magistral.»

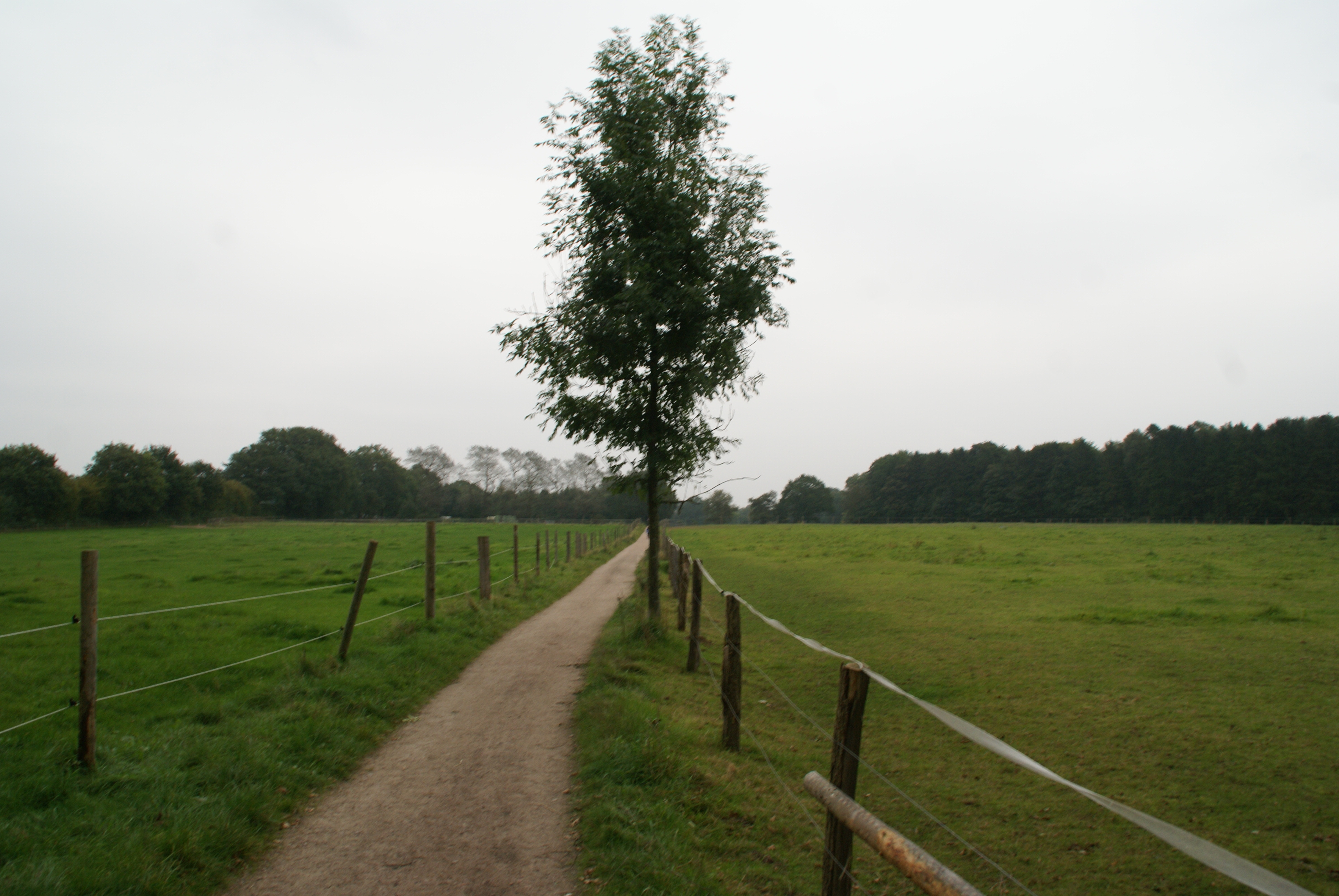
El sender Furtstieg
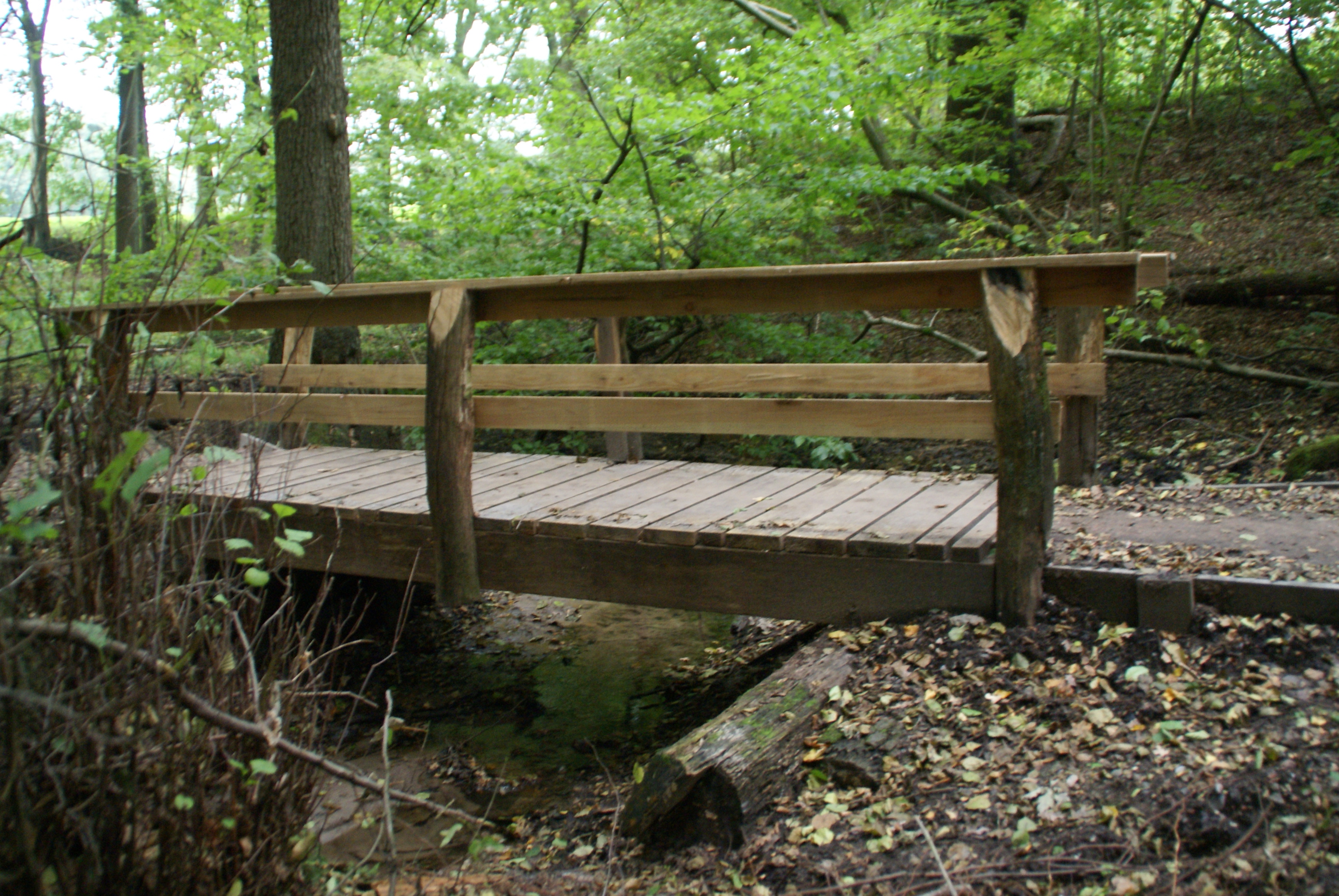
El pont al Furtbek

## Afluent
- Bergstedter Graben